# Severozápadní šalomounské jazyky
Rodina severozápadních šalomounských jazyků je rodina oceánských jazyků. Zahrnuje austronéské jazyky ostrovů Bouganville a Buka na Papua Nová Guineje a jazyky ostrovů Choiseul, New Georgia a Santa Isabel (kromě jazyka bughotu) na Šalomounových ostrovech.
Zařazení a rozšíření severozápadních šalomounských jazyků vyplývá z průkopnické práce australského lingvisty Malcolma Rossa.

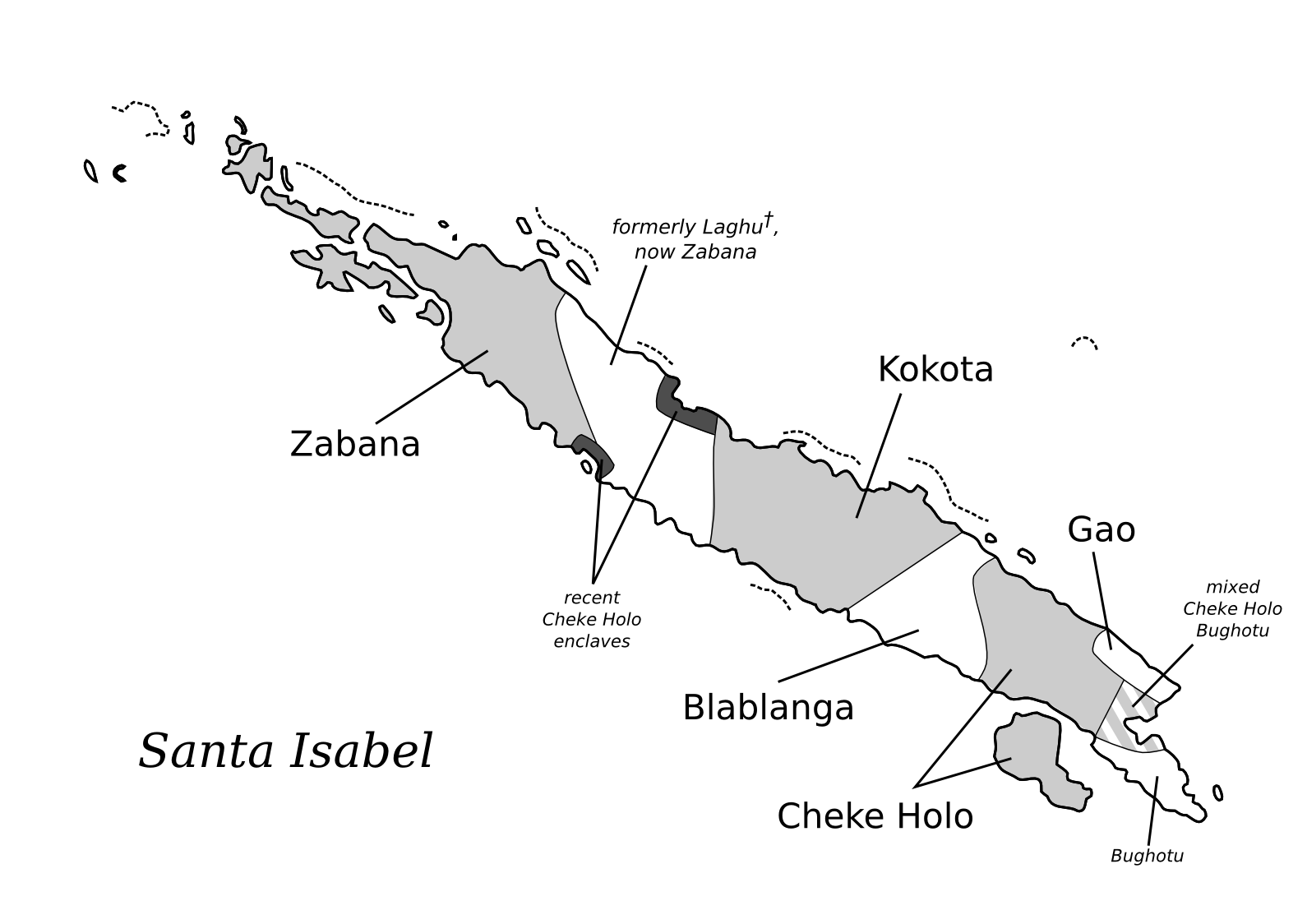
Jazyky ostrova Santa Isabel. Všechny patří mezi severozápadní šalomounské jazyky, kromě jazyka bughotu.

## Rozdělení
Severozápadní šalomounské jazyky se nedělí na jazykové rodiny. Mnohé jazykové rodiny a jazyky spolu mají více společného než jiné, jedná se o takzvanou "spojitost".
Severozápadní šalomounské jazyky se dělí na:
- Nehansko-bouganvillské jazyky (spojitost), ta se dále dělí na:
  - Saposa-tinputzské jazyky, kam se řadí tyto jazyky: hahon, saposa, teop a tinputz.
  - Jazyky buka, kam se řadí tyto jazyky: halia, hakö a petats.
  - Dále se sem řadí tyto jazyky: nehan, papana a solos.
- Mono-uruavanské jazyky, kam patří jazyky Mono-alu, torau a uruava.
- Jazyky piva-bannoni, kam patří jazyky piva a bannoni.
- Choiseulské jazyky (spojitost), kam patří jazyky babatana, ririo, vaghua a varisi.
- New Georgia-ysabelské jazyky, které se dělí na tyto spojitosti:
  - Jazyky New Georgia, kam patří jazyky simbo, roviana, kusaghe, marovo, hoava, vangunu, nduke, ghanongga, lungga a ughele.
  - Ysabelské jazyky, kam patří jazyky: zabana, kokota, zazao, blablanga, gao, čeke holo a mrtvý jazyk laghu.

Kromě toho mrtvý jazyk kazukuru mohl patřit mezi jazyky New Georgia a tetepare by také mohl patřit mezi severozápadní šalomounské jazyky, pokud byl vůbec austronéský.